# Protestes de Kosovo del 2015
Els primers dies de gener del 2015, una sèrie de protestes anti-governamentals van començar dins Kosovo, arran de les declaracions d'Aleksandar Jablanović, un polític serbo-kosovar, parlamentari i Ministre de Comunitats i Retorns en la República de Kosovo.
El 6 de gener de 2015, un grup autoanomenat Thirrjet e nënave (La crida de les mares o els plors de la mare -albanès-), els membres de la qual són majoritàriament mares de víctimes de la Guerra de Kosovo, va protestar davant de l'Església ortodoxa de Gjakova dies abans de Nadal, per tal de blocar partidaris serbis d'entrar a causa de la negativa actual de Sèrbia de disculpar-se per les víctimes de la guerra. Més tard, Aleksandar Jablanović, Ministre de Comunitats i Retorns i membre del Parlament de Kosovo va dir "salvatges" i "frikis" al grup que bloquejava l'arribada dels autobusos que havien de desplaçar els serbis a la missa de Nadal a Gjakova. La majoria de ciutadans de Kosovo s'hi van ofendre, incloent l'oposició del govern que va demanar immediatament la dimissió de Jablanović. Les protestes després de les seves declaracions van començar a Gjakova i van continuar fins que el 17 gener, on al voltant de 10,000 persones van prendre el centre de la ciutat de Gjakova. Les manifestacions es van expandir ràpidament a Peć, Deçan, Gjilan, i en essència, al territori sencer de Kosovo. El 19 de gener, Jablanović es va disculpar per les seves declaracions.
Així i tot, el 24 i el 27 gener del 2015, es va produir una protesta a nivell nacional que va tenir lloc a la capital de Kosovo, Pristina, on aproximadament 50,000 persones van ocupar els carrers per reclamar a Jablanović la dimissió i el retorn de Trepča, un enorme complex industrial situat a la part sèrbia de Kosovo, com a institució pública de la República de Kosovo. Tanmateix, les protestes van virar cap a la violència a causa de l'enfrontament amb la policia. Va ser internacionalment proclamat com el pitjor malestar social des de la declaració d'independència l'any 2008.
El 3 de febrer de 2015, el primer ministre Isa Mustafa va anunciar que Aleksandar Jablanović ja no formava part del gabinet. La seva dimissió va ser benvinguda per l'oposició i altres ciutadans, però criticat pel Govern serbi

## Rerefons
Abans de les protestes locals i nacionals i la formació del nou Govern el 9 de desembre de 2014, la desaprovació del mateix Govern i les protestes anti-governamentals ja van començar. Com a mínim 20,000 persones de Kosovo, la majoria de les quals era jovent, va provar d'emigrar a la Unió Europea, a través de Sèrbia i Hongria, a causa de l'altíssim índex d'atur.

### Atur i emigració
Segons un informe de l'Agència d'Estadístiques de Kosovo l'any 2014, l'índex d'atur en el país se situava en el 30%, un dels més alts d'Europa, i d'aquests, l'atur juvenil s'enfilava fins al 56% A causa de l'elevat nombre d'atur i pobresa, aproximadament un 50% dels emigrants eren joves d'entre 15 i 24 anys, que buscaven una vida millor a la Unió Europea emigrant del seu país. La majoria d'ells, entrava a Sèrbia i llavors es mourien il·legalment a Hongria. La situació va obtenir una important atenció nacional. La majoria de ciutadans culparien el govern, a causa del seu fracàs d'impedir l'emigració i per reduir l'índex d'atur. El President Atifete Jahjaga va expressar la seva preocupació.

### L'estatus de Trepča
El 14 de gener de 2015, el Govern de Kosovo va enviar una proposta al Parlament per retornar les mines de Trepča, al control públic per part de la República de Kosovo. La decisió va ser revocada, a causa de les amenaces del govern serbi; tot i que el govern serbi va negar la seva implicació. Per justificar la decisió, va explicar que una maniobra com aquesta deixaria milers de persones a l'atur, i va anunciar que en breu retornarien les mines com una institució Kosovar.
El moviment per revocar la proposta comptava amb una oposició general dels ciutadans de Kosovo i de la mateixa oposició del Govern, dient que malbarataria la sobirania de Kosovo. A les sessions de parlament següents, la reacció de l'oposició va ser extremadament contrària, amb la majoria d'ells deixant l'assemblea, o constantment atacant la posició del Govern de no quedar-se amb la propietat pública kosovar de les mines de Trepča
L'ambaixador de Regne Unit a la República de Kosovo, Ian Cliff va dir que "Trepça és propietat de Kosovo", perquè és en el territori kosovar, i per això hauria de ser una institució pública de la República. Estava també en contra de posar Trepča com a tema en les negociacions entre Sèrbia i Kosovo, perquè aquest era un assumpte estrictament kosovar.

### Protestes de Gener
L'oposició kosovar Vetëvendosje!, Aliança per al Futur de Kosovo, Iniciativa per a Kosovo, Nova Aliança Kosovo i altres van exigir la dimissió de Jablanović i el retorn de les Mines de Trepča com a institució pública de la República de Kosovo. Van convocar la primera protesta a nivell nacional el 24 de gener de 2015, on milers de manifestants van recórrer els carrers, amb el lema Jabllanoviq jashtë! Trepça është i jona! (Jablanovic fora! Trepça és nostra!). L'edifici del govern va ser malmès. El vandalisme va ser condemnat pel president Atifete Jahjaga.
La segona protesta a nivell nacional es va celebrar a la plaça Mare Teresa de Pristina el 27 de gener, amb el suport de Vetëvendosje, AAK, NISMA, Thirrjet e nënave i la majoria de ciutadans albanesos de Kosovo. Va començar com una manifestació tranquil·la i pacífica amb les mateixes peticions i lema que la primera protesta. No obstant això, es va fer molt violent quan els manifestants es van enfrontar amb la policia de Kosovo. Shpend Ahmeti, alcalde de Pristina, va ser arrestat, tot i que va ser alliberat immediatament, i també d'altres polítics. El primer ministre Isa Mustafa, el ministre d'Afers Exteriors i el viceprimer ministre Hashim Thaçi van condemnar les protestes i la violència. Desenes de manifestants van resultar ferits, i es va confirmar més tard que la policia de Kosovo havia utilitzat gasos lacrimògens.